# Бобровский, Альберт Иванович
Альберт Иванович Бобровский (14 сентября 1931, Нижне-Волжский край — 16 апреля 2020, Москва) — советский военачальник, генерал-лейтенант, Заслуженный военный летчик СССР, кандидат военных наук, полный кавалер ордена «За службу Родине в Вооруженных Силах СССР» 3-х степеней.

## Биография
Родился 14 сентября 1931 года в семье военного лётчика.
В 1949 году окончил Сталинградское суворовское военное училище и поступил в Борисоглебское авиационное училище лётчиков им. В. П. Чкалова. В 1952 году после окончания училища, проходил службу в должности лётчика, старшего лётчика, командира звена в 14-м гвардейском истребительном авиационном полку 275-й ИАД на аэродроме Хаапсалу Прибалтийского ВО.
В 1957 году поступил на командный факультет Военно-воздушной академии. С 1961 года, после окончания академии служит в ГСВГ в 16-й Воздушной Армии на должностях — командир авиационной эскадрильи (1961 г.), заместитель командира эскадрильи-штурман (1961—1963 гг.), командир авиационной эскадрильи (1963—1964 гг.), заместитель по политической части командира авиаполка (1964 г.), командир авиаполка истребителей-бомбардировщиков (1966—1968 гг.), заместитель командира дивизии (1968—1970 гг.).
После окончания службы в ГСВГ в 1970 году был назначен командиром 29-й авиационной дивизии истребителей-бомбардировщиков 23-й Воздушной Армии Забайкальского ВО, а затем на должность заместителя командующего 23-й ВА.
В 1975 году переведён в 4-й ЦБП ВВС в город Липецк на должность заместителя начальника Центра. В 1977 года занимает должность начальника 4-го ЦБП ВВС.
Работа в ЦБП позволила активно влиять на решение научных проблем, задач по лётно-методической подготовке и переучиванию лётного состава ВВС на новую авиационную технику третьего и четвертого поколения реактивных самолётов.
В 1988 году был переведён на должность заместителя начальника ВВА им. Ю. А. Гагарина по учебной научной работе. В 1990 году получил учёное звание старшего научного сотрудника.
С 1991 года генерал-лейтенант Бобровский в запасе.
В 2002 году Бобровскому присуждено учёное звание почётного академика Международной академии.
За годы лётной работы Бобровский освоил самолёты: Як-18, Ла-9, Ла-11, МиГ-15, МиГ-17, МиГ-21, Су-7, Су-17 всех модификаций. Общий налёт 3940 часов
Альберт Иванович Бобровский — один из 13-ти награждённых орденом «За службу Родине в ВС СССР» I степени — самым редким орденом СССР.
Похоронен в А. И. Бобровский в Москве на Троекуровском кладбище.

## Награды
- орден Красной Звезды
- орден «За службу Родине в Вооружённых Силах СССР» I степени (27.12.1982)
- орден «За службу Родине в Вооружённых Силах СССР» II степени (21.02.1978)
- орден «За службу Родине в Вооружённых Силах СССР» III степени (30.04.1975)
- медали, в том числе:
  - «За воинскую доблесть. В ознаменование 100-летия со дня рождения Владимира Ильича Ленина»
  - «Двадцать лет победы в Великой Отечественной войне 1941—1945 гг.»
  - «В память 850-летия Москвы»
  - «Ветеран Вооружённых Сил СССР»
  - «За укрепление боевого содружества»
  - «40 лет Вооружённых Сил СССР»
  - «50 лет Вооружённых Сил СССР»
  - «60 лет Вооружённых Сил СССР»
  - «70 лет Вооружённых Сил СССР»
  - «За безупречную службу» 1-й степени
  - «За безупречную службу» 2-й степени
  - «За безупречную службу» 3-й степени
  - Медали ГДР и  МНР

## Почётные звания и квалификация
- Заслуженный военный лётчик СССР (1977)
- Военный лётчик-снайпер